# Caso El Universo
El Caso El Universo (457-Q-2011) fue un proceso judicial en Ecuador que generó mucha controversia a nivel nacional y que acaparó la atención internacional debido a la presunta violación contra el principio de la libertad de expresión. El caso inició a través de una querella interpuesta por el aquel entonces presidente ecuatoriano Rafael Correa en contra del diario El Universo, sus directivos y su editor de opinión de aquel entonces por el supuesto delito de injurias calumniosas.
La querella se basó en un artículo de opinión escrito por Emilio Palacio, articulista y director de opinión del diario, en el que se analizaban los hechos de la revuelta policial del 30 de septiembre de 2010 en contra de las políticas de Correa y se afirmaba que el mandatario dio autorización a las fuerzas armadas para la utilización disparos en el ingreso a un centro de salud -afirmación que el articulista jamás pudo comprobar- en el cual él se encontraba aislado tras las protestas policiales, con la finalidad de rescatarlo.
El juez de primera instancia fallo a favor del querellante en contra del diario imponiendo una pena de tres años de prisión para cada uno de los querellados, así como el pago total de 40 millones de dólares como indemnización. Luego de que los demandados presentaron el recurso de apelación, el tribunal de segunda instancia asignado confirmó la sentencia. El recurso de casación fue rechazado posteriormente por la Corte Nacional de Justicia confirmando nuevamente la sentencia. Sin embargo, el querellante Rafael Correa, en cadena nacional en febrero de 2012, anunció su decisión personal de perdonar a sus directivos y al editor de opinión, así como también su decisión de no aceptar la indemnización por 40 millones de dólares. “He decidido ratificar algo que hace tiempo estaba decidido en mi corazón y que decidí también con familiares, amigos y compañeros cercanos: perdonar a los acusados, concediéndoles la remisión de las condenas que merecidamente recibieron”, fueron las palabras que el Primer Mandatario expresó en el Salón Amarillo de la Presidencia.

## Antecedentes

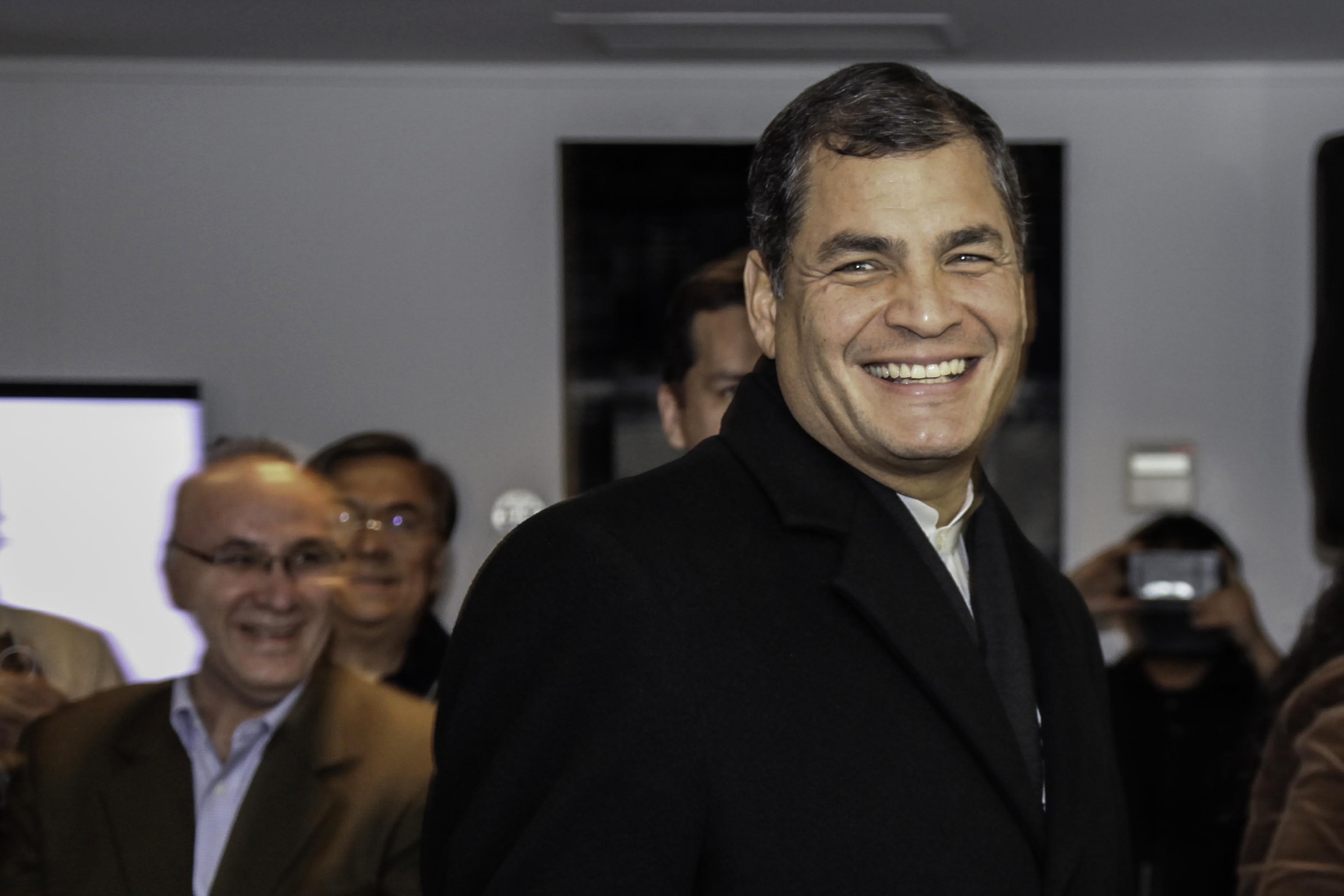
Rafael Correa en 2013

Desde su posesión en el cargo como presidente de Ecuador, Rafael Correa mantuvo conflictos con los medios de comunicación del país. El gobierno de Correa acusó a los medios de comunicación de formar parte de la oposición, y aseguró que estaban "distorsionando" la información. Los medios aludidos del Ecuador han declarado ser independientes, y que fueron atacados por transmitir las opiniones de la oposición ecuatoriana de aquella época.

## Desarrollo
El artículo NO a las mentiras fue publicado el 6 de febrero de 2011 en la sección de Opinión del diario, en el cual se acusaba al gobierno (específicamente a Correa) de dar la orden de disparar a un hospital lleno de civiles tras los hechos ocurridos en la revuelta policial del 30 de septiembre de 2010. La demanda hecha por Gutember Vera, abogado de Rafael Correa fue presentada el 21 de marzo de 2011. Tras la sentencia de primera instancia, a cargo de Juan Paredes (principal implicado en el caso conocido como Chucky Seven), dictada el 22 de julio de 2011, se solicitaba sentencia con 3 años de prisión para los hermanos: Carlos, César y Nicolás Pérez, directivos de El Universo, así como a Emilio Palacio (exdirector de Opinión); además de una multa de 10 millones de dólares para cada uno de los directivos y el diario, sumando un total de $80 000 000, que luego se fijaría en $40 000 000 a favor de Rafael Correa. La injuria calumniosa está tipificada en el artículo 493 del Código Penal cuando es dirigida a funcionarios públicos.
Tras una audiencia de más de 13 horas, el 16 de febrero de 2012, la Corte Nacional de Justicia de Ecuador confirmó la condena a un pago de 30 millones de dólares y tres años de cárcel para cada uno de los condenados: Emilio Palacio y los hermanos Carlos, César y Nicolás Pérez. La Compañía Anónima El Universo fue condenada a pagar 10 millones de dólares.
El 27 de febrero de 2012 el expresidente Rafael Correa optó por el recurso de remisión y perdonó a los sentenciados, luego de ganar el caso. 
El comunicado se realizó en un discurso de cuarenta minutos, retransmitido a la nación a través de las cadenas locales.
La exjueza ecuatoriana Mónica Encalada estuvo temporalmente a su cargo por sorteo, del proceso derivado de la demanda por injurias que Correa presentó contra los hermanos Pérez y el columnista Palacio. El 14 de febrero pasado ella salió del país y se refugió en Colombia porque dijo que temía por su vida. La letrada pidió garantías de seguridad para ella y su familia. Dejó de ser juez desde el 11 de agosto de 2011. 
En mayo de 2012 Encalada rindió su testimonio y pruebas en el marco de una indagación sobre supuestas irregularidades cometidas por otro magistrado que condenó en febrero de 2012.
En agosto del periódico El Universo denunció al juez de la causa Juan Paredes Fernández por los delitos de prevaricato y falsedad ideológica en la sentencia contra el medio.
En 2015 la Comisión Interamericana de Derechos Humanos (CIDH) queda a  disposición de las partes a fin de llegar a una solución amistosa del asunto conforme a la Convención Americana y al Reglamento.
El 21 de febrero de 2020, el caso pasa a la Corte Interamericana de Derechos Humanos notificó la autorización de la tramitación del caso de Emilio Palacio y los directivos de EL UNIVERSO contra el Estado ecuatoriano, en el que se quebrantaron las garantías del debido proceso y se violaron los derechos humanos de los afectados por parte de los atropellos y abusos del gobierno de Correa.